# (8647) Populus
(8647) Populus (1989 RG) – planetoida z pasa głównego asteroid okrążająca Słońce w ciągu 3,44 lat w średniej odległości 2,28 au. Odkryta 2 września 1989 roku.